# Jesse Rohtla
Jesse Rohtla (ur. 8 marca 1988 w Lahti) – fiński hokeista.

## Kariera
- Kiekkoreipas U16 (2003-2004)
- Kiekkoreipas U18 (2004-2005)
- Pelicans U20 (2005-2009)
  -  Suomi U20 (2007/2008)
- HeKi (2008-2009)
- Pelicans (2008/2009)
- Jukurit (2009-2010)
- HeKi (2010/2011)
- Pelicans (2010/2011)
- Jukurit (2011-2014)
- Pelicans (2014-2015)
- Kułagier Pietropawłowsk (2015-2016)
- HK Nioman Grodno (2016)
- Asplöven HC (2016-2017)
- Tauron KH GKS Katowice (2017-2019)
- JKH GKS Jastrzębie (2019-2020)
- GKS Katowice (2020-2021)

Karierę rozwijał w klubie Pelicans w rodzinnym Lahti. Był reprezentantem kadry juniorskiej Finlandii do lat 17. W karierze do 2015 występował w rodzimych ligach fińskich Mestis i Liiga. W sierpniu 2015 został zawodnikiem kazachskiego klubu Kułagier Pietropawłowsk, z którego w styczniu 2016 przeszedł do białoruskiego Niomana Grodno. W sezonie 2016/2017 reprezentował szwedzki zespół Asplöven HC. W sierpniu 2017 został graczem Tauron GKS Katowice w rozgrywkach Polskiej Hokej Ligi (w 2018 zawodnikiem polskiej drużyny został inny Fin, Janne Laakkonen, z którym Rohtla występował razem w kazachskim Pietropawłowsku i białoruskim Grodnie). Po sezonie 2018/2019 odszedł z klubu. Od sierpnia 2019 zawodnik JKH GKS Jastrzębie. W czerwcu 2020 ponownie został zawodnikiem GKS Katowice. Po sezonie 2020/2021 odszedł z klubu.

## Sukcesy
Klubowe
- Złoty medal Jr. A SM-liiga: 2007 z Pelicans U20
- Złoty medal Mestis: 2013 z Jukurit
- Srebrny medal Mestis: 2014 z Jukurit
- Srebrny medal mistrzostw Polski: 2018 z Tauron KH GKS Katowice
- Brązowy medal mistrzostw Polski: 2019 z Tauron KH GKS Katowice, 2020[11] z JKH GKS Jastrzębie
- Puchar Polski: 2019 z JKH GKS Jastrzębie

Indywidualne
- Sezon Jr. A SM-liiga 2008/2009:
  - Najlepszy zawodnik miesiąca – luty 2009
- Puchar Polski w hokeju na lodzie 2017:
  - Najlepszy zawodnik GKS Katowice w meczu półfinałowym przeciw Cracovii (2:6)
- Polska Hokej Liga (2017/2018)[12]:
  - Pierwsze miejsce w klasyfikacji asystentów w sezonie zasadniczym: 40 asyst
  - Pierwsze miejsce w klasyfikacji kanadyjskiej w sezonie zasadniczym: 53 punkty
- Puchar Kontynentalny 2018/2019#Superfinał:
  - Pierwsze miejsce w klasyfikacji asystentów turnieju: 5 asyst[13]
  - Pierwsze miejsce w klasyfikacji kanadyjskiej turnieju: 7 punktów[14]
  - Czwarte miejsce w klasyfikacji skuteczności wygrywanych wznowień w turnieju: 59,02[15]